# 斯洛伐克希臘禮天主教布拉迪斯拉發教區
斯洛伐克希臘禮天主教布拉迪斯拉發教區（拉丁語：Eparchia Bratislaviensis）是東儀天主教一個教區（斯洛伐克希臘禮），屬普雷紹夫總教區。
教區成立於2008年1月30日，範圍包括斯洛伐克西部五州一市。2009年有教友20,000人。教區下轄十五個堂區，有廿二名司鐸。現任教區主教為伯多祿·魯斯納克。